# Jeremiah Robinson-Earl
Jeremiah Christian Robinson-Earl (ur. 3 listopada 2000 w Kansas City) – amerykański koszykarz, występujący na pozycji silnego skrzydłowego, do 2023 zawodnik New Orleans Pelicans oraz zespołu G-League – Birmingham Squadron.
W 2018 został wybrany najlepszym zawodnikiem szkół średnich stanu Kansas (Kansas Gatorade Player of the Year, USA Today Kansas Player of the Year, Eastern Kansas League Player of the Year). W 2019 wystąpił w meczach wschodzących gwiazd – McDonald’s All-American, Nike Hoop Summit.
17 października 2023 został wytransferowany do Houston Rockets. Sześć dni później został zwolniony. 3 listopada 2023 zawarł umowę z New Orleans Pelicans na występy zarówno w NBA, jak i zespole G-League – Birmingham Squadron..

## Osiągnięcia
Stan na 12 listopada 2023, na podstawie, o ile nie zaznaczono inaczej.
NCAA
- Uczestnik rozgrywek Sweet 16 turnieju NCAA (2021)
- Mistrz sezonu regularnego konferencji Big East (2020, 2021)
- Koszykarz roku Big East (2021 – wspólnie z Collinem Gillespie i Aleksandre Mamukelaszwilim)[7]
- Najlepszy pierwszoroczny zawodnik roku Big East (2020)[8]
- MVP turnieju 2K Sports Classic (2021)
- Zaliczony do:
  - I składu:
    - Big East (2021)
    - najlepszych pierwszorocznych zawodników Big East (2020)
    - turnieju 2K Sports Classic (2021)

  - III składu All-American (2021 przez NABC, Sporting News)
  - składu honorable mention All-American (2021 przez Associated Press)
- Zawodnik tygodnia Big East (30.11.2020)
- Najlepszy pierwszoroczny zawodnik tygodnia Big East (11.11.2019, 13.01.2020, 20.01.2020, 27.01.2020, 3.02.2020, 17.02.2020)

Reprezentacja
- Mistrz:
  - świata U–19 (2019)
  - Ameryki U–18 (2018)